# Date Masamune

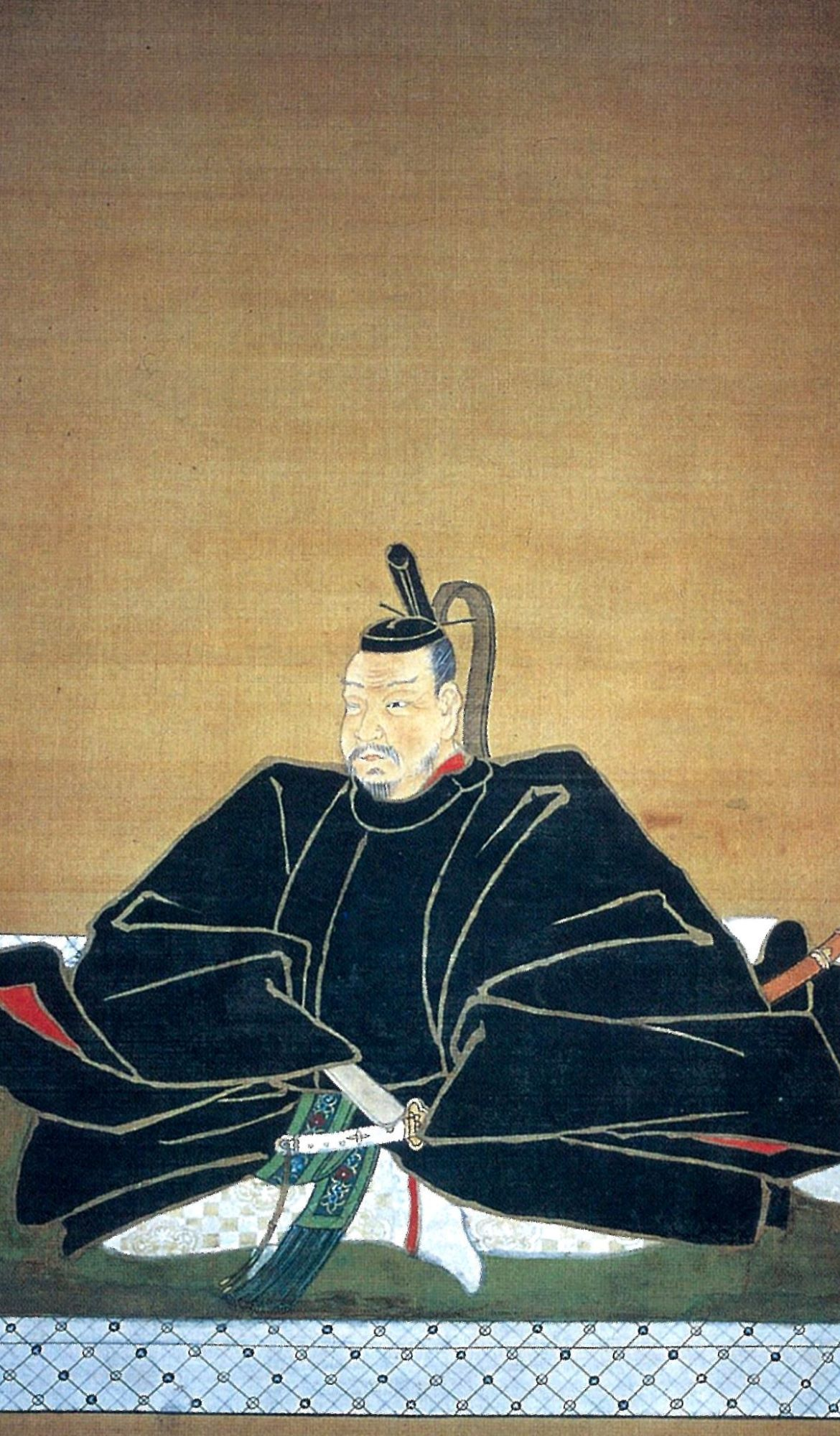
Portret van Date Masamune door Tosa Mitsusada (土佐光貞)

In deze Japanse naam is Date (spreek uit als Dahté) de geslachtsnaam
Date Masamune (Japans: 伊達 政宗) (5 september 1567 – 27 juni 1636) was een daimyo, afkomstig uit de regio Tohoku. Hij is de stichter van de huidige stad Sendai. Zijn bijnaam was dokuganryū (独眼竜) (Eenogige Draak). Masamune staat ook bekend om de unieke helm die hij droeg. Deze had een attribuut in de vorm van een maansikkel. Hij is bekend als een van de grootste krijgsheren uit de Sengokuperiode.

## Date clan

Wapenschild van de Date clan.

De Date-clan (伊達氏) werd gesticht in de vroege Kamakura-periode door Isa Tomomune die oorspronkelijk afkomstig was van het district Isa van de provincie Hitachi. De naam Date verwees naar het district Date in de provincie Mutsu, geschonken door Minamoto no Yoritomo als dank voor bewezen diensten tijdens de Genpei-oorlog en de strijd om de macht tussen Yoritomo en zijn broer Minamoto no Yoshitsune.

## Familie
Date Masamune werd geboren te Yonezawa in de prefectuur Yamagata onder de naam Bontenmaru (梵天丸). Hij was de oudste zoon van Date Terumune, heer van de provincie Rikuzen. Zijn moeder was de dochter van Mogami Yoshimori, daimyo van de Dewa provincie. Hij was getrouwd met Tamura Megohime, dochter van Tamura Kiyoaki, heer van het kasteel Miharu in de provincie Mutsu. Masamune had veel kinderen, van wie de bekendste Date Hidemune was, daimyo van het domein Uwajima in de provincie Iyo. Zijn zoon Date Tadamune werd de opvolger van zijn vader als heer van het domein Sendai.

## Tijdens zijn jeugd
Als kind verloor hij door de pokken het zicht in zijn rechteroog, waarna ook het volledige orgaan verwijderd werd. Hier heeft hij zijn bijnaam van “Eenogige Draak” aan te danken.
Op veertienjarige leeftijd in 1581 leidde Date Masamune zijn eerste oorlogscampagne. Hij hielp zijn vader de Sōma-clan te verslaan. In 1584 volgde hij zijn vader Date Terumune, die zich terugtrok als daimyo, op als leider van de Date-clan.

## Militaire verwezenlijkingen als clanleider
Kort daarna liep Ouchi Sadatsuna, een dienaar van de Date-clan, over naar de Ashina-clan van de regio Aizu. Als reactie hierop verklaarde Date Masamune de oorlog aan hen. Zijn leger werd tot halt geroepen te Hibara door generaal Iwashiro Morikuni van de Ashina-clan. Masamune trok zich terug, maar drie maanden later begon hij een nieuwe campagne tegen de Ouchi-clan in het kasteel Otemori. Daar werd door het leger van de Date-clan een ware slachting aangericht. Toen de Ouchi dit hoorden, vluchtten ze uit hun hoofdkwartier, het Obama kasteel, dat daardoor gemakkelijk werd ingenomen. Dit alles zorgde voor spanningen tussen de Date en de Hatakeyama, een machtige naburige clan. De Hatakeyama probeerden vergeefs vredesonderhandelingen aan te gaan met Masamune. Uiteindelijk richtten ze zich tot de vader van Masamune, Terumune, die na een uitnodiging van Hatakeyama Yoshitsugu ontvoerd werd. Toen de krijgers van Masamune te hulp snelden, beval Terumune hen aan te vallen zonder rekening te houden met zijn veiligheid. In de daaropvolgende verwarring verloor deze het leven.
Er ontstond een groot conflict tussen de Date-clan en de Hatakeyama-clan, die onder andere gesteund werden door de Soma, de Ashina en de Satake-clans. Deze clans bereidden een aanval voor op het Motomiya-kasteel van Masamune. De Date-krijgers waren zwaar in de minderheid en een nederlaag leeg onoverkomelijk. Maar op het laatste moment trokken de troepen van de Satake-clan zich terug, omdat in hun afwezigheid hun land werd aangevallen door de Satomi-clan. Hierdoor staakten de Hatakeyama de aanval op het Motomiya kasteel. Er werd vrede gesloten, die echter van korte duur zou blijken. In 1589 versloeg Date Masamune de Ashina-clan en veroverde de regio van Aizu.
Ondertussen verslechterde ook de relatie met zijn moeder, die hem omwille van het verlies van zijn rechteroog niet waardig achtte als opvolger van de Date-clan. Zij wilde Masamune’s jongere broer Kojiro als clanhoofd laten installeren. Hierop vermoordde Date Masamune zijn broer en vluchtte zijn moeder naar de Mogami-clan.

### Onder Toyotomi Hideyoshi

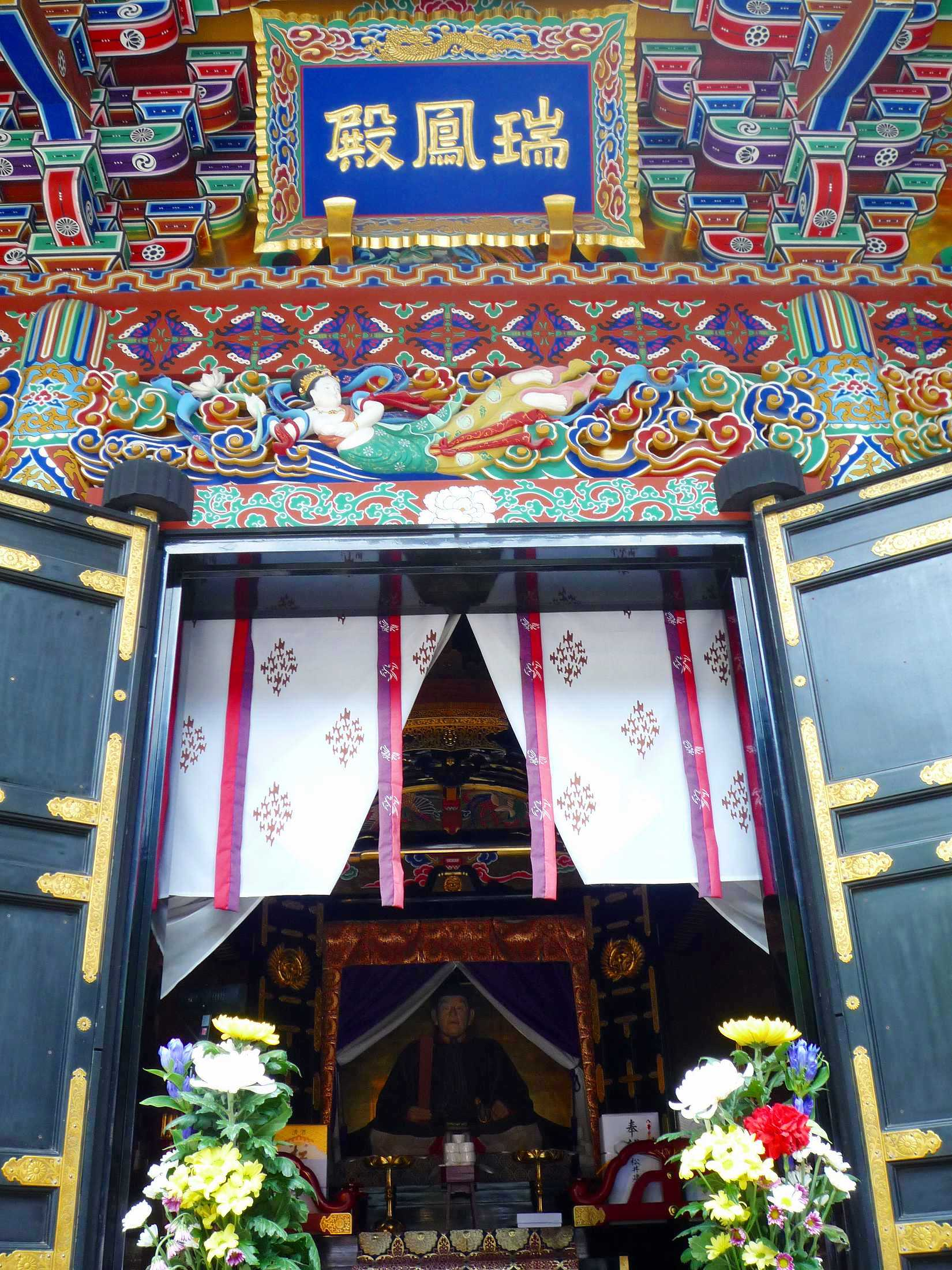
Houten figuur van Masamune in het Zuihoden mausoleum.

In 1590 beval Toyotomi Hideyoshi de daimyo uit de regio Tohoku hem te assisteren in zijn aanval op het kasteel Odawara van de Hojo-clan. Masamune stond hier weigerachtig tegenover en kwam opzettelijk te laat. Hideyoshi beval hem het land dat hij had gewonnen op de Ashina-clan op te geven en wees hem het kleinere gebied rond het kasteel Iwadeyama toe waar hij verbleef van 1591 tot 1604. Tijdens de Koreaanse campagne bleef Masamune veeleer op de achtergrond. Zijn troepen gingen pas naar Korea toen het er slecht begon uit te zien voor het Japanse invasieleger en deze op het punt stond zich terug te trekken. Date’s troepen keerden zonder al te veel kleerscheuren huiswaarts.

### Onder Tokugawa Ieyasu
Na de dood van Toyotomi Hideyoshi steunde Date Masamune Tokugawa Ieyasu. Hij hielp deze door met de Mogami-clan de troepen van Uesugi Kagekatsu tegen te houden. Hierdoor kon Ieyasu zonder problemen verder trekken en uiteindelijk de Slag bij Sekigahara winnen. Als resultaat verwierf Masamune Sendai een gebied dat veel groter was dan Iwadeyama. Hier liet hij het kasteel Aoba bouwen. 
Tijdens de Koreaanse invasie speelde Masamune een passieve rol en in de Slag van Sekigahara vocht hij niet mee, maar bij het beleg van het kasteel van Osaka speelden zijn troepen wel een belangrijke rol.
Zowel Toyotomi Hideyoshi als Tokugawa Ieyasu waren steeds op hun hoede voor Date Masamune, die een machtige figuur was in het noorden van Japan. Ieyasu vreesde vooral de christelijke missionarissen die Masamune vrij hun gang liet gaan binnen zijn gebied. Over het algemeen bleef Masamune loyaal aan Ieyasu en stond hij op goede voet met hem. Zo had hij onder andere een van zijn zonen uitgehuwelijkt aan een dochter van Ieyasu. In 1616, toen deze op zijn sterfbed lag, was Masamune een van de laatste personen die hem kwam bezoeken en las hij hem volgens bronnen zenpoëzie voor. Masamune stierf in 1636 en ligt begraven in het Zuihoden mausoleum.